# Медвежий Взвоз
Медвежий Взвоз — деревня в Великоустюгском районе Вологодской области.
Входит в состав Орловского сельского поселения, с точки зрения административно-территориального деления — в Орловский сельсовет.
Расстояние по автодороге до районного центра Великого Устюга — 80 км, до центра муниципального образования Чернево — 12 км. Ближайшие населённые пункты — Нижнеульяновская, Смолинское, Большой Двор.
По переписи 2002 года население — 7 человек.